# Sisyrinchium unguiculatum
Sisyrinchium unguiculatum là một loài thực vật có hoa trong họ Diên vĩ. Loài này được Griseb. miêu tả khoa học đầu tiên năm 1879.